# Ion Ivanovici
Ion Ivanovici (nacido Jovan Ivanović, conocido también como Iosif Ivanovici o Josef Ivanovici, Timişoara; 1845 - Bucarest; 28 de septiembre de 1902) fue un compositor y director de orquesta rumano, autor de música para banda militar y música ligera.

## Biografía
La fecha de nacimiento de Ion Ivanovici es incierta, mas la mayor parte de las fuentes indican el año de 1845. Nació en el seno de una familia de serbios del Banato. Su interés por la música empezó cuando aprendió a tocar la flauta desde niño en forma autodidacta. Se registró en el 6.º Regimiento de Infantería de Galati en donde aprendió a tocar el clarinete bajo la guía de Alois Riedl. Su talento por la música lo llevó a ser uno de los mejores músicos del regimiento, y a continuar sus estudios en Iasi bajo la dirección de Emil Lehr. Ivanovici se hizo director de orquesta y viajó por Rumania ofreciendo conciertos. En 1900 fue designado Inspector de Música Militar, posición que mantuvo hasta su muerte. Vivió en Galati casi toda su vida, pero en 1901 se asentó en Bucarest, donde murió un año después.
Compuso a lo largo de su vida más de 350 canciones, entre las que se encuentran diversos valses, cuadrillas, polcas y marchas. En 1889 Ivanovici ganó un premio en la Exposición Universal de París en donde presentó Olas del Danubio (Donauwellen, en alemán, o Valurile Dunării, en rumano), obra que fue recibida con notable éxito.

## Obras

### Opus
- Inima română (Corazón rumano), vals, op. 51
- Im Mondemglanz, vals, op. 122
- Poker Polka, op. 123
- Am Hofe der Czarin, vals, op. 124
- Die Ballkönigin, vals, op. 127
- Goldene Stunden, vals, op. 128 (1893)
- Erzherzog Carl Ludwig March, marcha, op. 129
- Céline, polca-mazurca, op. 130
- Natalia, vals, op. 134
- Der Liebesbote, vals, op. 136
- Beim Pfänderspiel, polca francesa, op. 137
- Blüthenzauber, vals, op. 149
- Lieb' um Liebe (Amor por amor), vals, op. 155
- Vision de l'Orient (Visión de Oriente), vals, op. 157

### Obra sin número de opus
| - Abendträume, polca-mazurca - Abschied von Focşani, marcha - Alina, vals - Amalia, vals - Aurel, vals - Carmen Sylva, vals (1892) - Cleopatra, vals - Elena, polca-mazurca - Farmecul munţilor (Magia de las montañas), vals - Farmecul Peleşului - Fata pescarului - Feldblumen (Flores salvajes), vals - Frumoasa româncă, vals - Frumoşii ochi albaştri, lied - Herzliebchen, vals - Hora micilor dorobanţi - Incognito, vals - Kalinderu, marcha - Kaiserreise (en francés Voyage imperial), marcha - La balul curţii, mazurca - La serenade, serenata - Leicht, wie der Traum (en francés Légère comme un rêve), vals - Liebes Klänge, polca - L'odalisque, polca-mazurca - Luceafărul, vals - Mariana, polca - Marş militar, marcha | - Marşul Carol - Maus, polca - Meteor, vals - Pe Dunăre, mazurca - Plăcerea balului, mazurca - Porumbeii albi - Die Konigin des Morgens (en francés La reine du matin) - Rosen aus dem Orient (en francés Roses de l'Orient), vals - Rosina, polcă (1902) - Sârba moţilor - Schiffers Tochterlein (en francés La fille du marin), vals - Seufzer, vals - Sinaia, vals - Souvenir de Brăila, cuadrilla - Sturm, galope - Suvenire, cuadrilla - Szerenade Zigeuneren, serenata - Tatiana, vals - Valsul Agathei, vals - Valurile Dunării, vals (1880) - Viaţa la Bucureşti, vals - Visuri de aur, vals - Zâna Dunării - Bayerischer Ländler, vals lento - Kaiserreise (en francés Voyage imperial), marcha - La bella Roumaine, vals (1901) |